# Apeadero de Sabroso
El Apeadero de Sabroso, originalmente denominado Estación de Sabrozo, es una plataforma ferroviaria desactivada de la Línea del Corgo, que servía a la localidad de Sabroso de Aguiar, en el ayuntamiento de Vila Pouca de Aguiar, en Portugal.

## Historia

### Planificación e inauguración
En el planificación para el trazado de la Línea del Corgo además de Pedras Salgadas, una de las tres alternativas para el paso por la vertiente de la Ribeira de Oura era a través de Portela de Sabroso, donde la Ruta Real seguía la orilla del Reigaz hasta Vidago.
El tramo entre Pedras Salgadas y Vidago de la Línea del Corgo fue inaugurado el 20 de marzo de 1910.

### Expansión de la estación
En mayo de 1933, la comisión administrativa del Fondo Especial de Ferrocarriles decidió financiar la construcción de una toma de agua en esta plataforma, que entonces poseía la categoría de estación. Al año siguiente, la Compañía Nacional de Ferrocarriles, que estaba explotando esta línea, construyó un muelle cubierto, y, en 1935, instaló la toma de agua.

### Cierre
El tramo entre Chaves y Vila Real fue cerrado en 1990.